# Cykelkläder

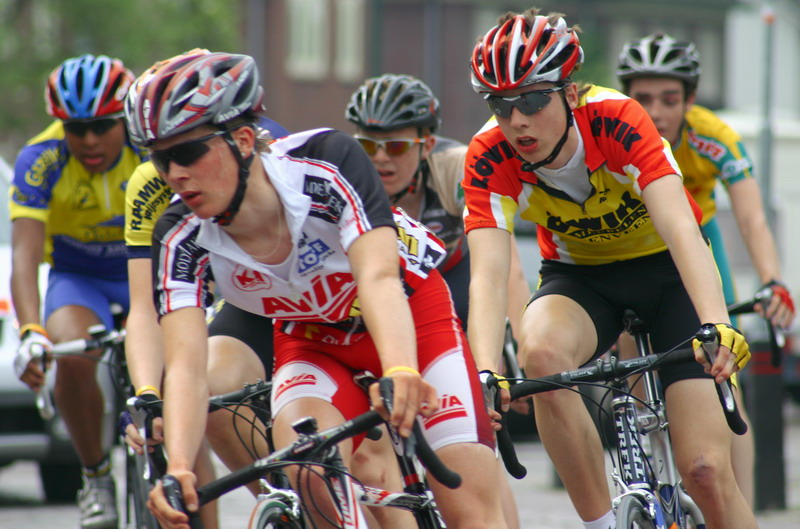
Proffsiga cykelkläder

Cykelkläder syftar på de speciella kläder många använder när de cyklar. Kläderna är oftast tillverkade i syntetiskt material. Cykelkläder brukar vara elastiska och sitta tight. Den tighta passformen pressar samman musklerna för att man skall kunna arbeta bättre samt att det ger ett lägre luftmotstånd. Ofta har cykelkläder påsydda reflexer för att cyklisten skall kunna synas bättre. 
Cykelbyxorna är förstärkta med en dyna i grenen eftersom cykelsadeln sliter och skaver mest där. Cykelbyxor sitter kvar på kroppen med antingen resår i midjan eller hängslen. Även resår på låren är vanligt förekommande på de kortbenta varianterna för att de inte skall korva sig.  Fördelarna med hängslen framför resår är att blodet strömmar lättare till benen samt att man slipper skav. Fördelarna med resår kan vara att man slipper ta av sig på överkroppen vid exempelvis toalettbesök. Ofta är hängslen tillverkade i snabbtorkande meshtyg.
Cykelkläder på överkroppen kan bestå av cykellinne, cykeltröja och/eller cykeljacka. Gemensamt för plaggen som sitter runt torson är att de brukar vara extra korta framtill och extra långa i ryggen för passa så bra som möjligt i en framåtlutad cykelposition. Ofta med resår runt midjan för att sitta kvar. Ofta är cykeltröjor vindtäta. 
Cykelhandskar bör vara förstärkta med dynor eller tjockt läder på handflatan. Detta för att tillsammans med cykelhandtagen eller styrbanden minska vibrationerna från marken. Detta minskar stress i armbågar, axlar och rygg. Ofta är cykelhandskar vindtäta på ovansidan och finns både för korta och långa fingrar. 
Cykelmössa skall vara tunn för att kunna sitta under hjälmen. Finns i flera varianter i allt från vindtäta material till tunna mesh-material som andas och i utföranden från balaklava, bandana eller bara vanlig mössa. Sommartid skall de hjälpa till att transportera bort värme från huvudet och vintertid skall de värma huvudet. 
Cykelhjälm skyddar huvudet. Enligt lag måste alla cyklister som är under 15 år ha på sig cykelhjälm. 
Cykelskor skall ha en hård sula för att kraften lättare skall övergå till pedalen och man skall utsätta smalbenen för mindre stress. Den hårda sulan är också viktig för att det skall bli ett jämnare tryck över hela foten, annars kan man få ont i foten precis där pedalen har varit. Det finns tre huvudtyper av cykelskor: mtb-skor, racer-skor samt spinningskor. 
- Racerskor karakteriseras av att de saknar sula för att gå med och att de har större fästen för de oftast större racer-klossarna. Eftersom man inte behöver gå med dem har de steg på hälen man kan ställa ner foten på. De är ofta lätta, aerodynamiska samt har en mycket hård sula.
- Mtb-skor karaktiseras av att de har en sula som man kan gå med. Att gå med dem är inget som rekommenderas längre perioder då den stumma sulan ger ett onaturligt gång-steg och man kan få väldigt ont. Dock de kortare sträckor som man normalt kan tvingas gå under ett mtb-lopp går det utmärkt att gå. Mtb-skor har bättre cykelegenskaper än kusinen spinningsskor.
- Spinningskor ser ut som mtb-skor och kan användas på samma pedaler. Den stora skillnaden är att man har gett en mer flexibel sula med bra möjligheter att gå i.

Både mtb-skor och spinningsskor går att använda med eller utan de klossar som passar i pedalerna dock är racing-skor oanvändbara utan riktiga klossar. 
Bland övriga cykelplagg kan nämnas cykelstrumpan, cykeldamasken, vindbyxor, hjälmmössa som bärs över hjälmen samt reflexväst/jacka.